# 雅非洲脂鯉屬
雅非洲脂鯉屬為輻鰭魚綱脂鯉目脂鯉亞目鮭脂鯉科的其中一属。

## 下属物种
- 加彭雅非洲脂鯉(Lepidarchus adonis)

## 扩展阅读
維基物種上的相關：雅非洲脂鯉屬